# فاليري جيسكار ديستان
فاليري رينيه ماري جورج جيسكار ديستان (2 فبراير 1926 – 2 ديسمبر 2020)، المعروف اختصارًا بـ"جيسكار" أو "VGE"، هو سياسي فرنسي بارز، شغل منصب رئيس الجمهورية الفرنسية بين عامي 1974 و1981.
عمل قبل تولّيه الرئاسة وزيرًا للمالية في حكومتي جاك شابان-دلماس وبيير ميسمير. فاز في الانتخابات الرئاسية لعام 1974 بعد تفوّقه على مرشح الحزب الاشتراكي فرانسوا ميتران بنسبة 50.8% من الأصوات. وخلال ولايته، انتهج سياسات اجتماعية أكثر انفتاحًا، شملت تقنين الإجهاض، وتسهيل الطلاق، وتوفير وسائل منع الحمل. كما سعى إلى تحديث فرنسا وتعزيز دور الرئاسة، من خلال دعم مشاريع بنية تحتية كبرى مثل مشروع القطار فائق السرعة، والتوسّع في الطاقة النووية كمصدر أساسي للكهرباء. وأطلق أيضًا عدة مشاريع ثقافية وعمرانية مهمة في باريس، مثل متحف أورسيه، والقوس الكبير في لاديفونس، ومعهد العالم العربي، ومدينة العلوم والصناعة، والتي أصبحت لاحقًا جزءًا من "المشاريع الكبرى" التي أطلقها خليفته ميتران.
تراجعت شعبيته مع بداية الركود الاقتصادي الذي أعقب أزمة النفط عام 1973 رغم دعمه لتحرير التجارة، واضطر إلى تبنّي سياسات تقشفية أدّت إلى ارتفاع معدلات البطالة. سياسياً، وجد نفسه محاصرًا بين معارضة يسارية موحدة بقيادة ميتران، وصعود جاك شيراك في اليمين، الذي أعاد إحياء التيار الغولي. خسر جولة الإعادة أمام ميتران في انتخابات عام 1981، رغم تمتّعه بتأييد شعبي كبير، محققًا 48.2% من الأصوات.
على المستوى الأوروبي، كان جيسكار من أبرز الداعمين لتوثيق التعاون بين الدول الأوروبية، خاصةً بالشراكة مع المستشار الألماني هيلموت شميت. وبعد خروجه من الرئاسة، بقي ناشطًا في الشأن السياسي، حيث شغل عضوية المجلس الدستوري الفرنسي، وترأس المجلس الإقليمي لمنطقة أوفيرن بين 1986 و2004. كما ترأس لجنة "مستقبل أوروبا" التي صاغت مشروع دستور للاتحاد الأوروبي، رغم عدم المصادقة عليه. في عام 2003، انتخب عضوًا في الأكاديمية الفرنسية، خلفًا لصديقه الرئيس السنغالي السابق ليوبولد سيدار سنغور.
توفي جيسكار ديستان عام 2020 عن عمر ناهز 94 عامًا، ليُصبح بذلك الرئيس الأطول عمرًا في تاريخ الجمهورية الفرنسية.

## نشأته

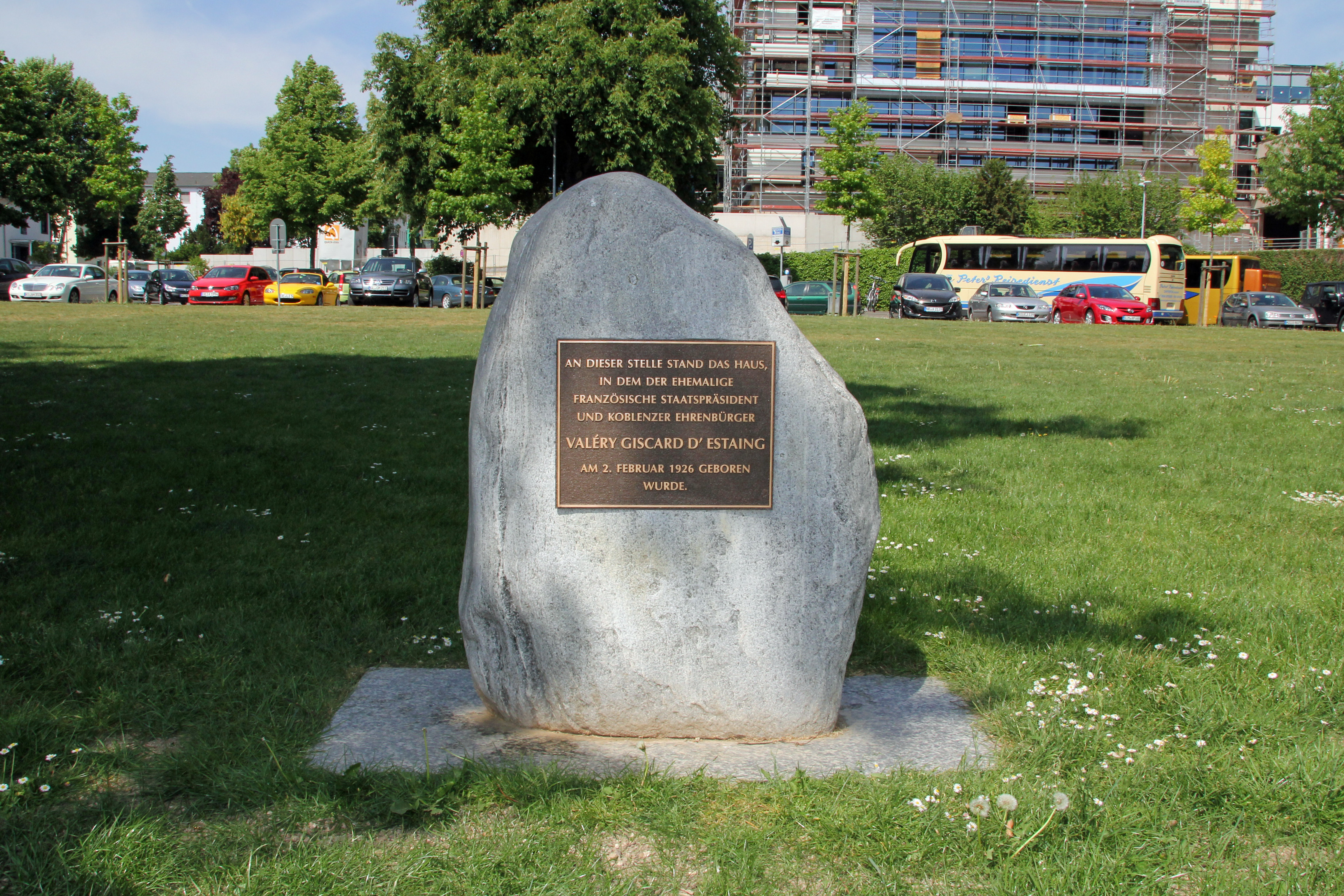
لوحة تحمل اسمه في كوبلنز، مسقط رأسه.

وُلد فاليري ماري رينيه جيسكار ديستان في الثاني من فبراير 1926 في كوبلنز، ألمانيا، أثناء الاحتلال الفرنسي لراينلاند. كان الابن الأكبر لجان إدمون لوسيان جيسكار ديستان، وهو موظف حكومي رفيع المستوى، وزوجته مارثي كليمانس جاكلين ماري (مايو) باردو. كانت والدته ابنة السناتور والأكاديمي أشيل أوكتاف ماري جاك باردو، وحفيدة وزير التعليم الحكومي أغينور باردو ‏.

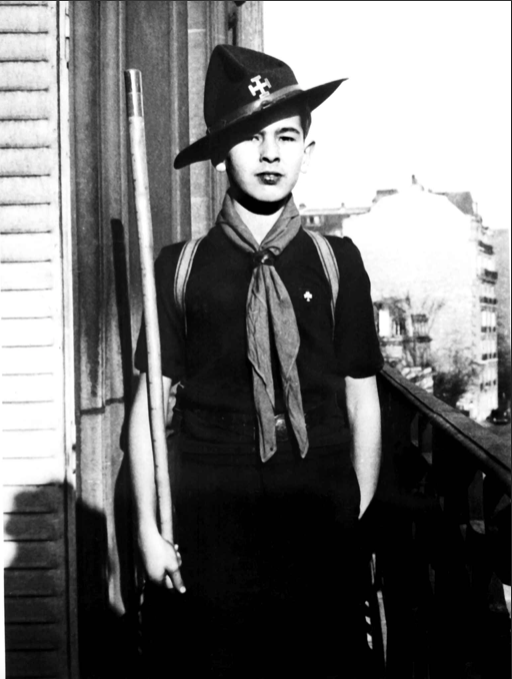
فاليري جيسكار ديستان في زي الكشافة (حوالي عام 1935).

بعد بضعة أشهر من ولادته، في يوليو 1926، استدعت مفتشية الشؤون المالية والده إلى باريس، وأثر ذلك انتقلت العائلة إلى منزل بشارع دوبورج سان أونوريه في الدائرة الثامنة ببار .

### الطفولة
عندما كان فاليري جيسكار ديستان طفلاً، انخرط في الكشافة الفرنسية.
تلقى تعليمه في مدرسة جيرسون، وفي ثانوية بليز-باسكال في كليرمون فيران، ثم في ثانوية جانسون دو ساييه وفي ثانوية لويس لو غران في باريس أثناء الاحتلال الألماني. حصل على البكالوريا المزدوجة في الفلسفة والرياضيات الابتدائية عام 1942 وهو بعمر 16 سنة:68

### المقاومة
بعدما أنهى دراسته في القسم التحضيري في ثانوية لويس لو غران، شارك في تحرير باريس وهو بعمر 18 سنة، في أغسطس 1944، أصبح عضوًا في جهاز الأمن المسؤول عن حماية الكسندر بارودي الممثل المدني للجنرال ديغول في المنطقة التي ما زالت محتلة. رفض العودة إلى ثانوية لويس لو غران للتحضير للمدرسة متعددة التقانات وانضم إلى الجيش الفرنسي الأول، بأوامر من الجنرال جان دي لاتري دي تاسيني.
في 13 أبريل 1945 رُقي إلى رتبة عميد وحصل على هذا التنويه مع وسام الجيش بعد أيام قليلة:
| ” | العميد جيسكار ديستان من السرب الثاني. تطوع في عمر 19 سنة. سرعان ما أصبح مؤشرًا عالي المستوى، وأظهر الهدوء ورباطة الجأش في 21 أبريل في بيهلة، موجهًا سائق دبابة مقطرة تحت النار مشياً على الأقدام ومُظهرًا تجاهلًا كاملًا للأسلحة الرشاشة وقذائف الهاون التي كانت تحيط به. في 25 أبريل، في زولوس، واصلت دبابته، بعد أن تلقت قذيفة بانزر فاوست، إطلاق النيران من المدفع على الرغم من عنف الانفجار [...]. بفضل هذا الإجراء الفوري، أوقف العدو نيرانه من طراز بانزر فاوست وتمكنت الدبابة من استئناف مهمتها. | “ |

وقد كان أيضًا في أول دبابة تدخل كونستانس في 26 أبريل 1945. وعَلِم باستسلام ألمانيا بتاريخ 8 مايو 1945 بينما كان على دبابة في النمسا.

### الدراسة وبداية المسار المهني

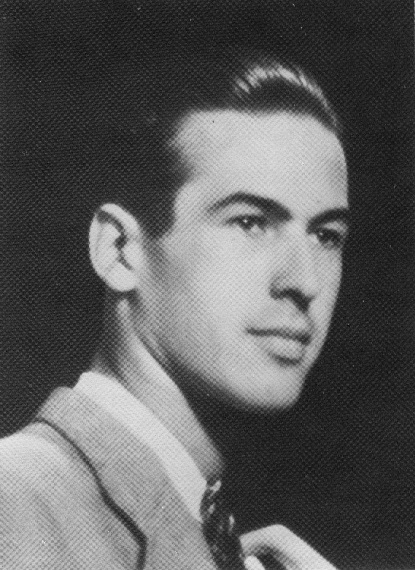
فاليري جيسكار ديستان في سنوات 1940.

في بداية العام الدراسي 1945، عاد إلى ثانوية لويس لو غران وحصل على المركز السادس (من أصل 385 متنافس) في المنافسة على دخول المدرسة متعددة التقانات في يوليو 1946. خرج منها في حزيران 1948 واختار الانضمام إلى المدرسة الوطنية الجديدة للإدارة (ENA) حيث تَيسر له دخولها بفضل مرسوم صادر بتاريخ 19 يوليو 1948 والذي يسمح لمهندسي المدرسة متعددة التقانات بدخولها عن طريق الترقية ودون الخضوع لامتحان تنافسي.
قبل عودته إلى المدرسة الوطنية للإدارة، سافر إلى الولايات المتحدة وكندا حيث وجد وظيفة مؤقتة في مونتريال أستاذًا في كلية ستانيسلاس. في 3 يناير 1949، عاد للمدرسة وأكمل فترة تدريب لمدة ثمانية أشهر في سار، والتي في نهايتها كتب أطروحة بعنوان Le Rattachement économique de la Sarre à la France (الارتباط الاقتصادي لسار بفرنسا)، والتي حصل فيها على درجة 19 من 20
بعد تخرجه سادسًا من المدرسة الوطنية للإدارة (ENA) في عام 1951 (دفعة أوروبا)، انضم إلى المفتشية العامة للشؤون المالية.

## الخلفية السياسية

### البدايات (1955-1959)
من يونيو إلى ديسمبر 1955، تقلد فاليري جيسكار ديستان منصب نائب المدير في مكتب رئيس مجلس الوزراء إدغار فور وقد كان عمره آنذاك 29 سنة. في عام 1956، جعل نفسه متاحًا من إدارته بعد وصوله إلى منصب نائب عن بوي دو دوم، والذي كان جده الأكبر «أجينور باردو» في القرن التاسع عشر وجده «جاك باردو» في القرن العشرين نوابًا لفترة طويلة عن هذا الإقليم. عُيّن في العام نفسه، عضوًا في الوفد الفرنسي إلى الدورة التاسعة للجمعية العامة للأمم المتحدة. في عام 958، اُنتخب مستشارًا عامًا لبوي دو دوم في كانتون روشفورت مونتاني. أُعيد انتخابه باستمرار حتى عام 1974.

### تحت رئاسة الجنرال ديغول (1959-1969)

#### الوصول إلى الحقائب الوزارية
في 8  يناير 1959 بعد ستة أشهر من تصويته لصالح تنصيب حكومة ديغول وبعد أيام قليلة من انتخابه لرئاسة الجمهورية، عُيّن فاليري جيسكار ديستان، البالغ من العمر 32 عامًا، سكرتيرًا لمالية الدولة إلى جانب وزير المالية والشؤون الاقتصادية أنطوان بيناي. وهو مسؤول بشكل أساسي عن مساعدة وزير المالية وتمثيله، وعمل لمدة ثلاث سنوات في تعاون وثيق مع رئيس الوزراء ميشال دوبريه، الذي ارتبط به منذ عدة سنوات والذي كان مثله من مؤيدي الجزائر الفرنسية. على عكس الأمناء الآخرين، تدخل بانتظام في مجلس الوزراء حيث تمس وظائفه الحكومية عديد المجالات. اعترف الرئيس ديغول لابنه فيليب بأنه «في الواقع، لم يكن السيد بيناي الذي يعمل كثيرًا، ولكن سكرتيره للدولة  فاليري جيسكار ديستان» والذي اعتبر أن لديه «أفضل أمين صندوق»
اقترح ميشيل ديبريه اسمه ليحل محل ويلفريد بومغارتنر، الذي خلف أنطوان بيناي في عام 1960. في 18 يناير 1962 عُيّن فاليري جيسكار ديستان وزيراً للمالية والشؤون الاقتصادية في حكومة ديبريه. احتفظ بمهامه في ظل حكومة بومبيدو، التي تشكلت بعد ثلاثة أشهر. في ضوء الانتخابات التشريعية لعام 1962، قاد انشقاقًا في المركز الوطني للمستقلين والفلاحين (CNIP) لتشكيل لجنة الدراسة والاتصال للجمهوريين المستقلين (RI) ومجموعة في الجمعية الوطنية. خلال الاقتراع حصلت حركته على 18 مقعد للنواب مقابل 12 مقعد للحزب.
بعد فترة وجيزة من دخوله الحكومة، رفض أن يكون جزءًا من وفد الشؤون الاقتصادية في إطار المفاوضات مع جبهة التحرير الوطني (FLN) من أجل استقلال الجزائر. فلطالما كان من أنصار الجزائر الفرنسية، وقد أثير مرارًا صلته إلى حدٍّ ما بمنظمة الجيش السري (OAS). تُظهر مراسلاته المختلفة منذ ذلك الوقت أنه كان منزعجًا من فكرة الاستقلال والتي لم يعد الجنرال ديغول يعارضها، وكذلك بسبب رفض هذا الأخير عرض المسألة الجزائرية في مجلس الوزراء. لكنه لم يُصدر أي انتقاد علني لسياسة الحكومة وأبدى تأييده لـ«إطار فيدرالي مرن إلى حد ما»أو إلى تقسيم الجزائر. وقال بعد ذلك أنه اقتنع بموقف الجنرال. ذُكرت فرضية تورطه في هجوم بيتي كلامار ضد الجنرال ديغول عدة مرات، لا سيما في عام 2015 من قبل أحد المشاركين في محاولة الاغتيال، لاجوس مارتون، الذي أكد أن فاليري جيسكار أبلغ منظمة الجيش السري بتحركات رئيس الدولة. بعد استقلال الجزائر، كان فاليري جيسكار ديستان مسؤولاً عن تصميم الإجراءات المالية وإنشاء الهياكل الإدارية لتعويض العائدين.

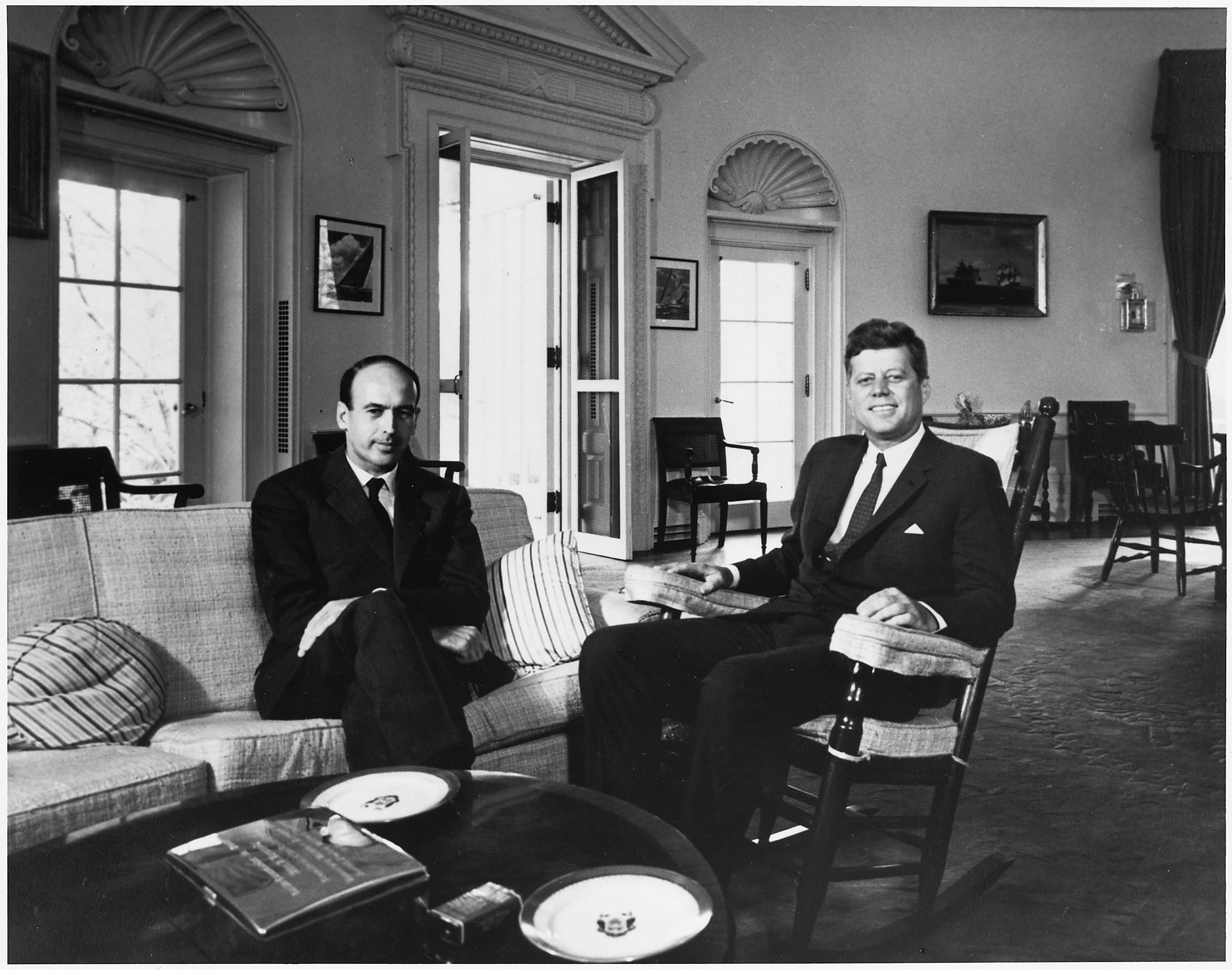
فاليري جيسكار ديستان في البيت الأبيض مع الرئيس الأمريكي جون كينيدي 24 يوليو 1962.

 ومن أجل استعادة توازن ميزانية الدولة الفرنسية والحد من نمو الاستهلاك لصالح الاستثمار، اتبع السياسة التي حددتها خطة 'بيناي - رويف'، التي أدت على وجه الخصوص إلى انخفاض كبير في قيمة العملة، قبل إدخال فرنك جديد في عام 1960، والعودة إلى قابلية الفرنك للتحويل الخارجي وتحرير التجارة. وقد بدأت الخطة في بداية رئاسة الجنرال ديغول، وعالجت هذه الخطة الاختلالات الرئيسية في الاقتصاد الكلي في فترة النمو القوي. وشرع فاليري جيسكار ديستان في مواصلة أعمال إعادة التنظيم الإداري التي بدأها أسلافه: منذ عام 1962، أدمج إداريٌا خدمات الشؤون الاقتصادية في الوزارة، وفي عام 1965، استوعبت إدارة الخزانة إدارة التمويل الخارجي وأعادت تشكيل اتجاه الحركة العامة لصناديق ما قبل الحرب، في حين تحولت إدارة الدراسات الاقتصادية والمالية إلى مديرية التنبؤ.
في عام 1965، وللمرة الأولى منذ الحرب العالمية الثانية، سجّلت ميزانية الدولة فائضًا لديها يقدر بـ120 مليون فرنك، ولكن يعود الفضل في ذلك جزئيًا إلى تحويل الإنفاق الحكومي إلى صندوق الودائع والضمانات. أراد فاليري جيسكار ديستان تطوير القانون العضوي ليفرض الالتزام بتوازن الميزانية. أثار هذا الاقتراح معارضة رئيس الوزراء جورج بومبيدو، الذي لم يكن على نفس المنهج مثل الجنرال ديغول وفاليري جيسكار ديستان في مبدأ توازن الميزانية. هذه السياسة المالية مكنت لفرنسا بسداد ما تبقى من الديون بقيمة 293 مليون دولار والمتعاقد عليها خلال الحرب العالمية الثانية للولايات المتحدة؛ ولهذا الغرض نُظم اجتماع في المكتب البيضاوي في البيت الأبيض بين فاليري جيسكار ديستان والرئيس الأمريكي جون كينيدي بتاريخ 24 يوليو 1962.
انعكست السياسة الاقتصادية لفاليري جيسكار ديستان على المستوى المالي في زيادة الرسوم والضرائب. وهكذا تمكن من تجاوز ممانعة الجنرال ديغول، الذي كان لا يريد أن تتجاوز الجبايات الإجبارية(1) عتبة ال35 ٪ من الناتج المحلي الإجمالي. وقد وسع ضريبة القيمة المضافة التي فُرضت في عام 1954 لتشمل تجارة التجزئة بعدما كانت حتى ذلك الحين تتعلق فقط بالشركات الكبيرة؛ واتخذ هذا الإجراء من خلال توجيه المجتمع في عام 1967. في عام 1964، أسس أيضًا شركة استثمار رأس المال المتغير (SICAV) من أجل تسهيل وصول الأفراد إلى أسواق الأوراق المالية، وتنظيم الإدخار للسكن بموجب قانون 17 يوليو 1965. في عام 1962، نشأت أزمة سياسية مع موناكو عندما اشتبه فاليري جيسكار ديستان، تحت قيادة الجنرال ديغول، في التهرب الضريبي لأغلبية من حوالي 7 000 فرنسي في هذا الملاذ الضريبي؛ تمكنت الحكومة الفرنسية أخيرًا من إقناع المغتربين الفرنسيين في الإمارة بعد عام 1962 بدفع الضرائب لفرنسا.
خلال الفترة الأولى التي قضاها في وزارة المالية، أجرى العديد من المحادثات الخاصة مع الجنرال ديغول، الذي وافق على استفتاءه على الانتخابات بالاقتراع العام لرئيس الجمهورية، على عكس العديد من المستقلين. يروي مساعده جاك كالفيت عن علاقاته مع رئيس الدولة قائلُا: «إرضاءً لديغول، ولإثارة اهتمامه بالاقتصاد، كان من الضروري أن يشرح له سبب أهمية الموارد المالية للدفاع الوطني مثل ما هو الحال بالنسبة الجيوش. لقد عرف جيسكار كيف يفعل ذلك». ونجح في إقناع الرئيس بعدم إعادة مخزون الذهب المملوك لفرنسا من الولايات المتحدة بواسطة السفينة الحربية كولبير وسعى إلى إجباره على التخلي عن قاعدة الذهب. كان يريد أن يقوم نظام النقد الدولي على مجموعة من العملات وليس على الدولار فقط، وأن تصدر عملة دولية على أساس حيازات الذهب.

## الانتخابات الرئاسية
في عام 1974، وبعد الوفاة المفاجئة للرئيس جورج بومبيدو، أعلن جيسكار عن ترشحه للرئاسة. كان منافسيه الرئيسيين هما فرانسوا ميتران من اليسار وجاك شابان دلماس، رئيس الوزراء الديجولي السابق. قام جاك شيراك وشخصيات ديجولية أخرى بإصدار نداء الـ  43 حيث أوضحوا أن جيسكار كان أفضل مرشح لمنع انتخاب ميتران. خلال الانتخابات، أصبح جيسكار متقدمًا على شابان-دلماس في الجولة الأولى، رغم أنه جاء في المركز الثاني بعد ميتران. في جولة الإعادة في 20 مايو، هزم جيسكار ميتران بفارق ضئيل، وحصل على 50.7% من الأصوات.

## رئيسا لفرنسا
عام 1974، انتُخب جيسكار رئيسًا لفرنسا، وهزم المرشح الاشتراكي فرانسوا ميتران بـ 425 ألف صوت. بالكاد كان في سن الثامنة والأربعين، حيث كان ثالث أصغر رئيس في التاريخ الفرنسي في ذلك الوقت، بعد لويس نابليون بونابرت وجان كازيمير بيرييه. كان مبتكرًا جدا في تعيناته للوزراء بما يتعلق بالمرأة. فأعطاهن مناصب وزارية كبيرة؛ سيمون فيل وزيرة للصحة وفرانسواز جيرو كسكرتيرة لشؤون المرأة. عملت جيرو على تحسين القدرة على الوصول إلى التوظيف المفيد والتوفيق ما بين العمل والإنجاب. واجهت فيل قضايا الإجهاض.

## المرض والوفاة
في 14 سبتمبر 2020، نُقل جيسكار إلى المستشفى لتلقي العلاج بسبب صعوبة التنفس. تم تشخيص الإصابة كعدوى في الرئة ثم أدخل إلى المستشفى مرة أخرى في 15 نوفمبر، لكنه حصل على خروج في 20 نوفمبر.
في 2 ديسمبر 2020 توفي ديستان بسبب المضاعفات المرتبطة بـكوفيد - 19. كان عمره وقتها 94 سنة. قالت عائلته أن جنازته ستقام في «حُبيّة صارمة».
أصدر الرئيس إيمانويل ماكرون بيانًا اعتبر فيه أن جيسكار «خادم للدولة وسياسي خدم التقدم والحرية». الرئيسان السابقان نيكولا ساركوزي وفرانسوا هولاند، المرشحة الرئاسية لعام 2017 مارين لوبان، المستشارة الألمانية أنجيلا ميركل، وزعماء الاتحاد الأوروبي تشارلز ميشيل، ديفيد ساسولي وأورسولا فون دير لاين أصدروا جميعًا بيانات تشيد بجهود جيسكار في تحديث فرنسا وتعزيز العلاقات مع الاتحاد الأوروبي.

## الهوامش
- 1 : الجبايات الإجبارية هي الضرائب والجبايات والاشتراكات التي يدفعها الأفراد أو الشركات للدولة أو للإدارات العامة بهدف تمويل الإنفاق العمومي.[77]

## روابط خارجية
- فاليري جيسكار ديستان على موقع IMDb (الإنجليزية)
- فاليري جيسكار ديستان على موقع ميتاكريتيك (الإنجليزية)
- فاليري جيسكار ديستان على موقع الموسوعة البريطانية (الإنجليزية)
- فاليري جيسكار ديستان على موقع مونزينجر (الألمانية)
- فاليري جيسكار ديستان على موقع ألو سيني (الفرنسية)
- فاليري جيسكار ديستان على موقع إن إن دي بي (الإنجليزية)
- فاليري جيسكار ديستان على موقع ديسكوغز (الإنجليزية)
- فاليري جيسكار ديستان على موقع قاعدة بيانات الفيلم (الإنجليزية)
- فاليري جيسكار ديستان على موقع كينوبويسك (الروسية)